# Google Toolbar
De Google Toolbar is een werkbalk van Google en is te downloaden voor Internet Explorer. Er was ook een versie beschikbaar voor Mozilla Firefox tot en met versie 4.0, maar Google besliste de ontwikkeling daarvan te staken wegens de weinige meerwaarde die de toolbar nog heeft: vele functies van Google Toolbar zijn al een integraal onderdeel van Firefox.
De toolbar geeft extra mogelijkheden aan de browser. Het programma voegt een zogenaamde "werkbalk" toe aan de browser, met een aantal knoppen voor de extra functies. Het belangrijkste beoogde doel is om het zoeken van informatie op het internet gemakkelijker te maken. Door de verschillende functies kan men uitgebreider zoeken, zijn er bladwijzers via Google beschikbaar, kun je een pop-up-blokkering instellen, een spellingscontrole op internet uitvoeren en zelf knoppen aan de toolbar toevoegen. Er is ook Google Sidewiki.
De toegevoegde waarde van deze functies is echter beperkt, doordat de meeste ook in te stellen zijn met de browser zelf. Bovendien ontstaat er door het verplichte inloggen een afhankelijkheid van de Googlewebsite voor zoekacties, wat het bedrijf uiteraard beoogt.
De nieuwste versie voor Internet Explorer is 7.5.4209.2358 en kwam uit op 6 augustus 2011. De laatste versie voor Firefox is 7.1.2011.0512b en kwam uit op 12 mei 2011.